# Herman Liv
Fritz Herman Liv, född 2 september 2006 i Jönköping, är en svensk professionell ishockeymålvakt, som spelar i Örebro HK. Han har tidigare varit verksam i hemstadsklubben HV71, fram tills han bytte över till den nuvarande klubben Örebro HK, under år 2021. Han är son till den tidigare ishockeymålvakten Stefan Liv, som omkom i en flygplansolycka i närheten av den ryska staden Jaroslavl, i september 2011.